# Attack & Release
Attack & Release je páté studiové album amerického rockového dua The Black Keys. Jeho nahrávání probíhalo v srpnu 2007 ve studiu Suma Recording Studio v Painesville ve státě Ohio. Album produkoval Danger Mouse a vyšlo v dubnu 2008 u vydavatelství Nonesuch Records.

## Seznam skladeb
Autory všech skladeb jsou Dan Auerbach a Patrick Carney mimo skladby „Things Ain't Like They Used to Be“ − tu napsal sám Auerbach.
| Pořadí         | Název                             | Délka |
| -------------- | --------------------------------- | ----- |
| 1.             | All You Ever Wanted               | 2:55  |
| 2.             | I Got Mine                        | 3:58  |
| 3.             | Strange Times                     | 3:09  |
| 4.             | Psychotic Girl                    | 4:10  |
| 5.             | Lies                              | 3:58  |
| 6.             | Remember When (Side A)            | 3:21  |
| 7.             | Remember When (Side B)            | 2:10  |
| 8.             | Same Old Thing                    | 3:08  |
| 9.             | So He Won't Break                 | 4:13  |
| 10.            | Oceans and Streams                | 3:25  |
| 11.            | Things Ain't Like They Used to Be | 4:54  |
| Celková délka: | Celková délka:                    | 37:21 |

## Personnel
- Dan Auerbach – zpěv, kytara, banjo, smyčky
- Patrick Carney – bicí, perkuse, vibrafon, zvonkohra
- Danger Mouse – baskytara, syntezátory, klavír, varhany
- Carla Monday – vokály
- Jessica Lea Mayfield – vokály
- Ralph Carney – klarinet, flétna
- Marc Ribot – kytara